# Corner of the Earth
Corner of the Earth è un brano musicale del gruppo funk inglese Jamiroquai, estratto come quarto singolo dall'album A Funk Odyssey del 2001.
Il video del brano è stato diretto da Jason Smith.

## Tracce
1. Corner Of The Earth (Radio Edit)
2. Bad Girls (Live At The Brits)
3. Love Foolosophy (Mondo Grosso Love Acoustic Mix)
4. Titan (Live At Telewest Arena)

## Classifiche
| Classifica (2002) | Posizione più alta |
| ----------------- | ------------------ |
| Italia            | 21                 |
| Regno Unito       | 31                 |
| Svizzera          | 94                 |